# Forn encantat de Vacarisses
El Forn encantat de Vacarisses (Vallès Occidental) és una teuleria propera al que va ser el mas del Coll de Bram, amb una possible datació de la baixa edat mitjana.

## Història
Del mas sabem que existiren algunes enemistats i deutes, entre els que van ser uns dels seus propietaris i els nous atorgadors. I que aquests nous atorgadors, l'any 1261, van haver de marxar de la casa, en ser desallotjats per Sr. Batlle de Vacarisses. Van anar a viure al terme parroquial de Sant Pere de Rellinars.

## Retrobat
Un any després dels incendis de 1994, van ser redescoberts, mas i forn, pels membres del Centre Muntanyenc i de Recerques Olesà.

## Llegenda
En un calorós migdia d'estiu pujava pel camí que va del Mimó al pla del Fiduer una velleta. Cansada, s'assegué a reposar, i en veure els forners que molt a prop preparaven la cuita es dirigí a ells i els demanà aigua per apagar la seva set. Els forners en comptes de donar-li aigua, la van contestar de mala manera, escridassant-la i empaitant-la. En allunyar-se, la vella els va maleir l'obra amb l'amenaça que el forn mai més no tornaria a fer cap cuita. I realment, per més provatures que feren per encendre'l, mai hi aconseguiren, trobant-se avui carregat com el dexaren. Des de llavors se l'anomenà el forn Encantant, forn Maleït o forn Embruixat.